# История почты и почтовых марок Хорезмской Народной Советской Республики
История почты и почтовых марок Хорезмской Народной Советской Республики включает период с 1920 по 1923 год, когда существовала Хорезмская Народная Советская Республика (ХНСР), для почтовых нужд которой выпускались почтовые марки.

## Общий исторический контекст
ХНСР была создана 2 февраля 1920 года, как преемница Хивинского ханства, в результате Хивинской революции, когда шах Хорезма отрёкся от престола, и официально был объявлен Первый Хорезмский Курултай (Собрание) (26 апреля 1920).
30 октября 1923 преобразована в Хорезмскую Социалистическую Советскую Республику, которая, позднее, в результате национально-государственного размежевания советских республик Средней Азии 27 октября 1924 была ликвидирована и территориально вошла в состав вновь образованных Узбекской ССР, Туркменской ССР и РСФСР (Каракалпакской АО).

## Выпуски почтовых марок

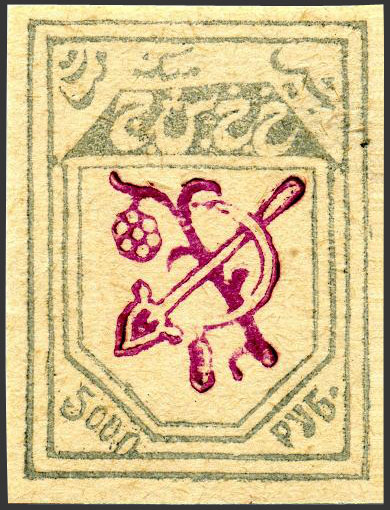
Почтовая марка номиналом 5000 рублей

В 1921 году для использования в почтовых учреждениях внутри республики были отпечатаны марки номиналом 500 рублей с изображением символов крестьянского труда — серпа, лопаты и веточки джугары (сорго). Надписи выполнены арабским шрифтом. Номинал указан на русском языке.
Однако в результате инфляции почтовые тарифы были повышены в 10 раз (5000 рублей за простое письмо и 10000 рублей за заказное) и данные марки в обращение не поступили.
С изменённых клише печатались марки номиналом 5000 рублей, которые использовались для почтовых целей с 1922 до конца 1924 года.
Марки обоих номиналов отпечатаны в листах из 9 (3 × 3) марок, без зубцов и без клея. Рамка печаталась литографской печатью, а центр — типографской.

## Филателистическая ценность
В связи с редкостью марки имеют достаточно высокую коллекционную стоимость. Почтовая марка республики номиналом 500 рублей была продана 12 сентября 2011 на популярном интернет-аукционе eBay за 615 долларов.